# Biblioteca dell'Accademia della Crusca
La Biblioteca dell'Accademia della Crusca di Firenze, è la maggior biblioteca italiana di linguistica e storia della lingua italiana.

## Storia
Il primo fondo librario documentato dell'Accademia della Crusca, che ha oggi sede nella quattrocentesca Villa Medicea di Castello, risale alla seconda metà del Seicento, ma tutti i libri da allora accumulati passarono nel 1783 alla Magliabechiana, quando Pietro Leopoldo decise di accorpare le tre accademie fiorentine (della Crusca, Fiorentina e degli Apatisti), in una nuova istituzione, l'Accademia Fiorentina.
Il primo esplicito riferimento alla biblioteca della Crusca è comunque del 3 agosto 1813, contenuto nel nuovo Regolamento interno dell'Accademia. Tra i bibliotecari ottocenteschi, vanno almeno ricordate le figure di Giovanni Lessi, Francesco Fontani, Antonio Targioni Tozzetti, Antonio Zannoni.
Nel marzo del 1943 i manoscritti, gli incunaboli ed i libri rari vennero preparati per la spedizione alla Soprintendenza bibliografica toscana, allo scopo di preservarli dai possibili bombardamenti. Terminato il conflitto, l'incremento delle raccolte fu abbastanza lento.

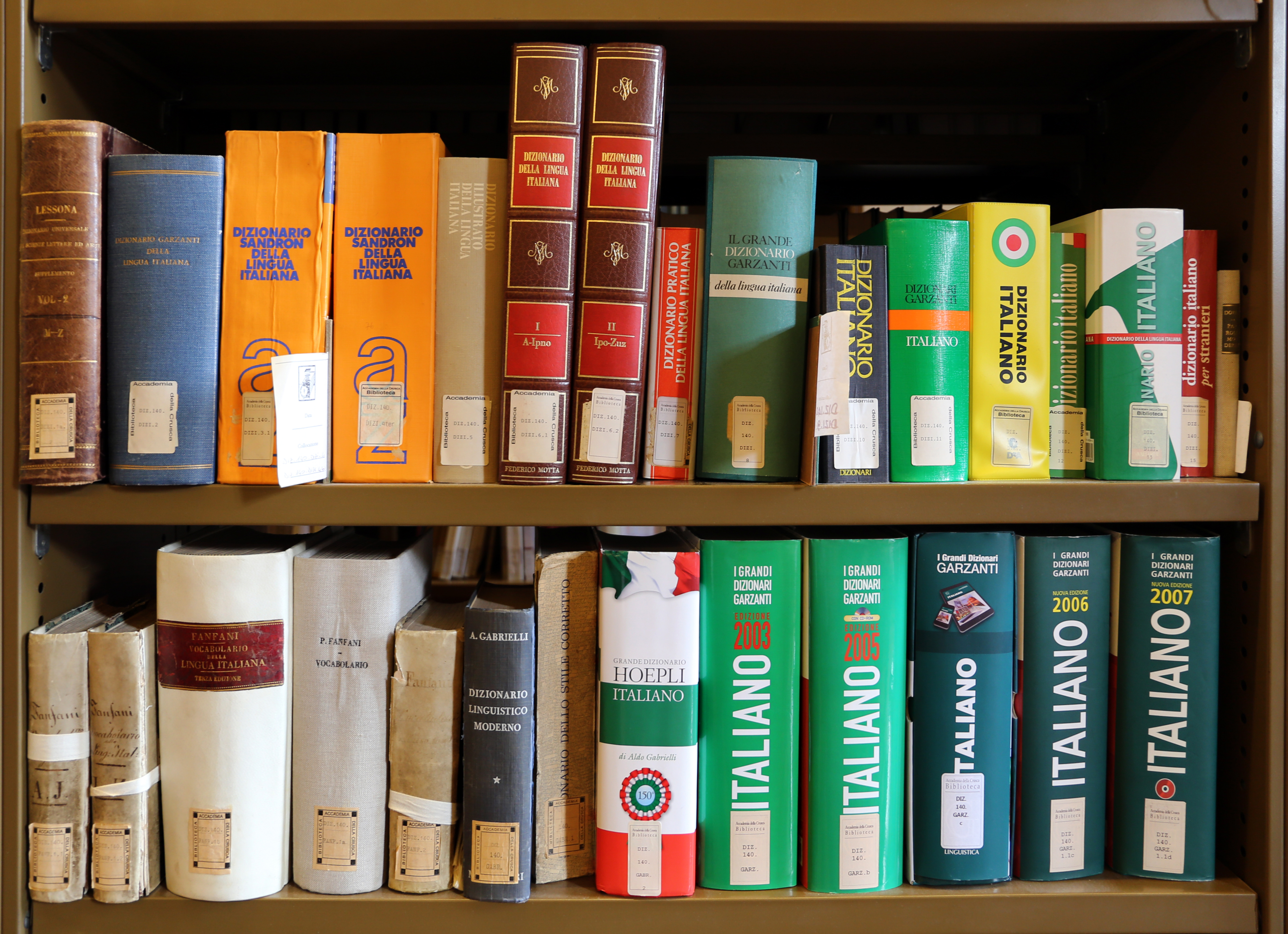
Scaffali di dizionari italiani

Quando nel 1954 l'Accademia riprese nuovamente il compito di predisporre il Vocabolario, la biblioteca ricevette necessariamente nuovo impulso. Essa venne « organizzata in sezioni e dotata di un nuovo catalogo, mentre l'incremento del patrimonio librario fu volto a completare il fondo di dizionari (italiani, stranieri, dialettali), indici lessicali, concordanze e atlanti linguistici; a costituire un fondo di linguistica generale mediante l'acquisto di testi teorici di lessicografia e lessicologia; a completare il corpus dei testi letterari ed anche scientifici e tecnici oggetto della propria attenzione lessicografica e lessicologica ».
La forte crescita del patrimonio doveva avvenire però soprattutto grazie a importanti donazioni di librerie private da parte di insigni studiosi. Nel 1964, giunse in dono il Fondo Pietro Pancrazi, comprendente oltre 8.000 volumi appartenuti al noto critico e romanziere toscano. Nel 1975 arrivò il Fondo Francesco Pagliai, costituito da qualche centinaio di volumi ed opuscoli relativi quasi esclusivamente ad Ugo Foscolo. L'anno successivo, venne ad arricchire le collezioni il Fondo Bruno Migliorini, formato da circa 10.000 tra libri ed estratti costituenti lo strumento di lavoro del grande critico e linguista.
Nel 1987 pervennero le carte dell'insigne filologo Giorgio Pasquali, costituite da quaderni di appunti, manoscritti di articoli, ritagli stampa, lettere. Nel 1992, donato dallo stesso proprietario, iniziò a formarsi il Fondo Alberto Chiari, oggi ricco di 5.000 volumi del linguista e filologo. Nel 2002 la biblioteca ha poi ricevuto il Fondo Gabriella Giacomelli, costituito dalla raccolta libraria e dalle carte personali della dialettologa.

## Patrimonio

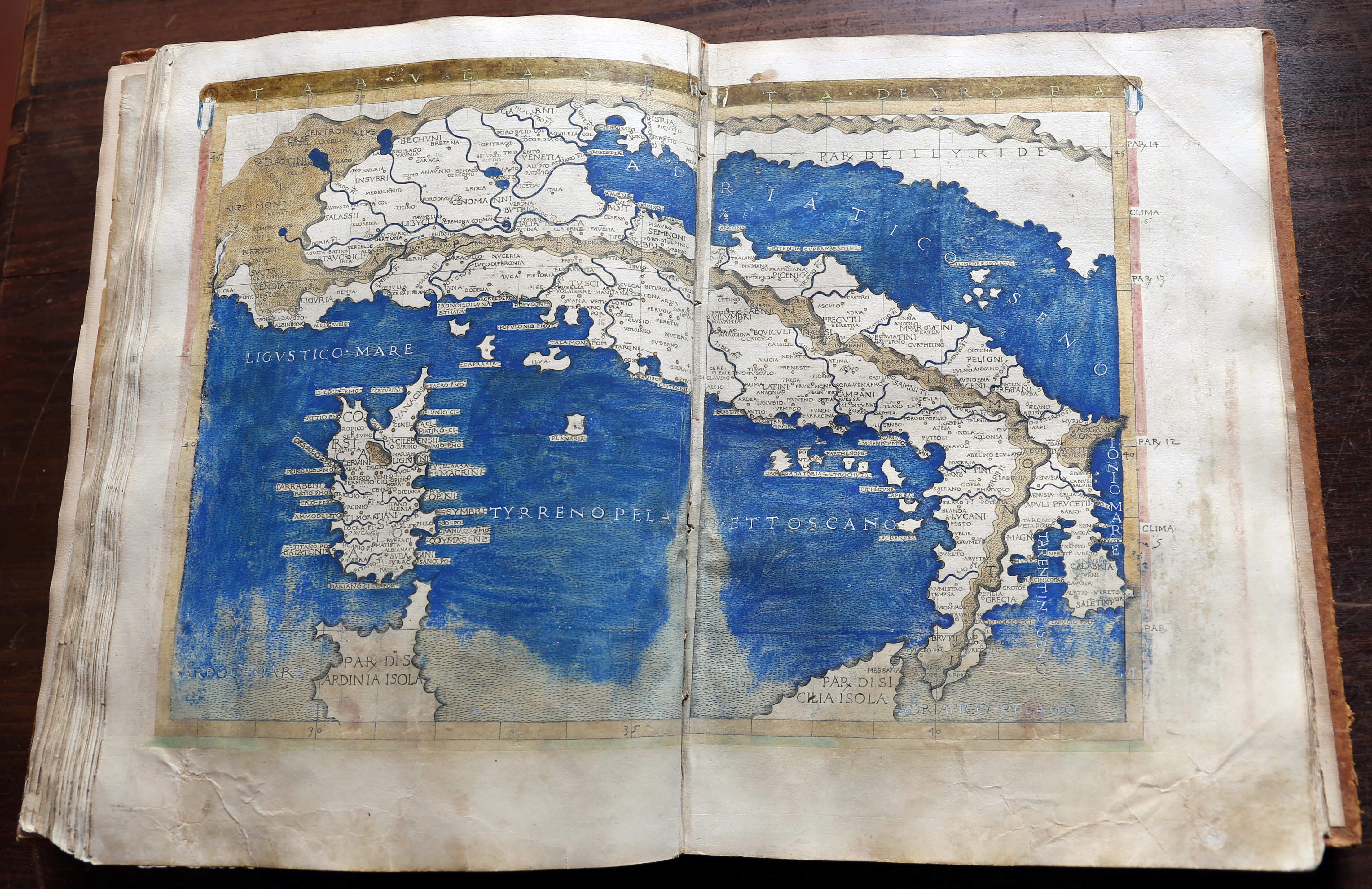
Un incunabolo della biblioteca, la Geografia di Francesco Berlinghieri

Attualmente la Biblioteca conserva circa 147 manoscritti, 41 incunaboli, 122.000 volumi, 780 riviste, di cui 410 correnti.
Nel patrimonio librario è inoltre compresa una collezione unica al mondo, che adorna le pareti della sala centrale della Biblioteca: il Fondo dei Citati, cioè le 1.729 opere che gli Accademici citarono nelle cinque edizioni del Vocabolario; in altre parole, i testi ritenuti dagli accademici della Crusca "costitutivi" della lingua italiana.